# Cerdistus australis
Cerdistus australis är en tvåvingeart som först beskrevs av Macquart 1847.  Cerdistus australis ingår i släktet Cerdistus och familjen rovflugor. Inga underarter finns listade i Catalogue of Life.